# Estación La Aurora (Metro de Medellín)
La Estación La Aurora es la Tercera estación de la línea J Metro de Medellín. Se encuentra en el corregimiento de San Cristóbal (Medellín).
Es la última estación de la Línea J que lleva al sector de La Aurora y la Villa Suramericana (Noroccidente de la ciudad) por medio del  MetroCable.
La Aurora cuenta con rutas integradas.

## Diagrama de la estación
| SUELO    |                                                                  |                  |
|          | Plataforma en U, las puertas se abren a la derecha para ingresar | Salida / Entrada |
| Sur      | ← hacia Estación Vallejuelos (San Javier)                        | Salida / Entrada |
| Sur      | ← hacia Estación Vallejuelos (San Javier)                        | Salida / Entrada |
|          | Plataforma en U, las puertas se abren a la izquierda para bajar  | Salida / Entrada |
|          |                                                                  |                  |
| SOTANO 1 |                                                                  |                  |
| SOTANO 2 |                                                                  |                  |